# Апостольский нунций в Молдове
Апостольский нунций в Республике Молдова — дипломатический представитель Святого Престола в Молдове. Данный дипломатический пост занимает церковно-дипломатический представитель Ватикана в ранге посла. Апостольская нунциатура в Молдове была учреждена на постоянной основе 23 мая 1992 года.
В настоящее время Апостольским нунцием в Молдове является архиепископ Джампьеро Глодер, назначенный Папой Франциском 23 февраля 2024 года.

## История
Апостольская нунциатура в Молдове была учреждена на постоянной основе 23 мая 1992 года папой римским Иоанном Павлом II. Однако апостольский нунций не имеет официальной резиденции в Молдове, в его столице Кишинёве и является апостольским нунцием по совместительству, эпизодически навещая страну. С 13 июня 1994 года по 22 марта 2003 года резиденцией апостольского нунция в Молдове являлся Будапешт — столица Венгрии. На данный момент, резиденцией апостольского нунция в Молдове является Бухарест — столица Румынии.

## Апостольские нунции в Молдове
- Анджело Ачерби — (13 июня 1994 — 8 февраля 1997 — назначен апостольским нунцием в Нидерландах);
- Карл Йозеф Раубер — (25 апреля 1997 — 22 февраля 2003 — назначен апостольским нунцием в Бельгии и Люксембурге);
- Жан-Клод Периссе — (22 марта 2003 — 15 октября 2007 — назначен апостольским нунцием в Германии);
- Франсиско Хавьер Лосано Себастьян — (10 декабря 2007 — 20 июля 2015, в отставке);
- Мигель Маури Буэндиа — (25 января 2016 — 13 апреля 2023 — назначен апостольским нунцием в Великобритании);
- Джампьеро Глодер — (23 февраля 2024 — по настоящее время).